# Ampferkogel
Der Ampferkogel ist ein 3183 Meter hoher Berggipfel des Geigenkamms, einer Untergruppe der Ötztaler Alpen.

## Lage und Umgebung
Der Ampferkogel erhebt sich aus dem Grat, der vom Puitkogel (3343 m) nordwärts zur Hohen Geige (3393 m) zieht. Südlich des Ampferkogels befinden sich noch das Weißmaurachjoch (2953 m) und der Weißmaurachkopf (3069 m). Nach Norden führt der Grat zur Silberschneid (3343 m) hinüber und von dort, etwas nach Nordwesten versetzt, weiter zur Hohen Geige. Von Westen aus gesehen besitzt der Berg ein markantes Aussehen, das von seinem steilen Westgratpfeiler herrührt. Allerdings besitzt der Gipfel nur eine geringe Schartenhöhe und Dominanz. In der Nordflanke des Ampferkogels finden sich noch die Reste des Weißferner-Gletschers.

## Erstbesteigung
Die Erstbesteigung des Ampferkogels führten F. Hörtnagl, K. Mayer und L. Prochaska am 24. Juli 1897 aus. Sie gewannen den Gipfel über den O-Grat und stiegen anschließend nach NO ab. Der Westgrat wurde 1921 erstmals von R. Czegka und Ludwig Obersteiner begangen.

## Besteigung
Der Normalweg führt von der Rüsselsheimer Hütte (2323 m) zunächst markiert auf einem Wanderweg in Richtung Hohe Geige. Später vom Weg ab und über Schutt, Geröll, Gletscherreste und Schrofen nach Nordwesten in die Scharte zwischen Ampferkogel und Silberschneid. Von dort über den Nordgrat auf den Gipfel. Dabei sind Schwierigkeiten im I. Klettergrad zu bewältigen.
Eine Besteigung des Ampferkogels ist auch über den Südgrat vom Weißmaurachjoch aus möglich, die Schwierigkeiten erreichen auf dieser Route den III. Grad. Die gleichen Schwierigkeiten erwarten den Bergsteiger beim Weg über den Westgrat.

## Bilder

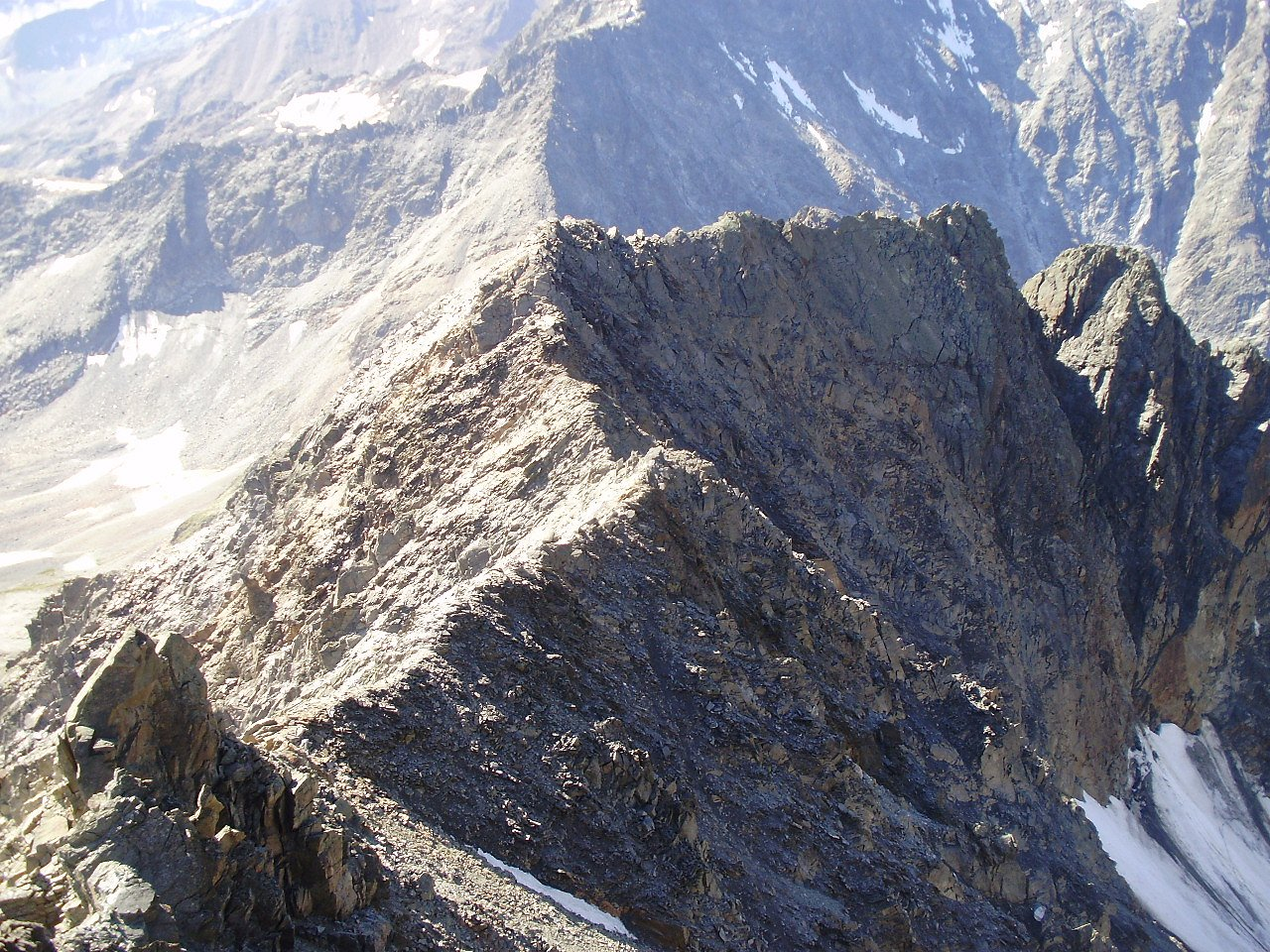
Nordgrat von der Silberschneid
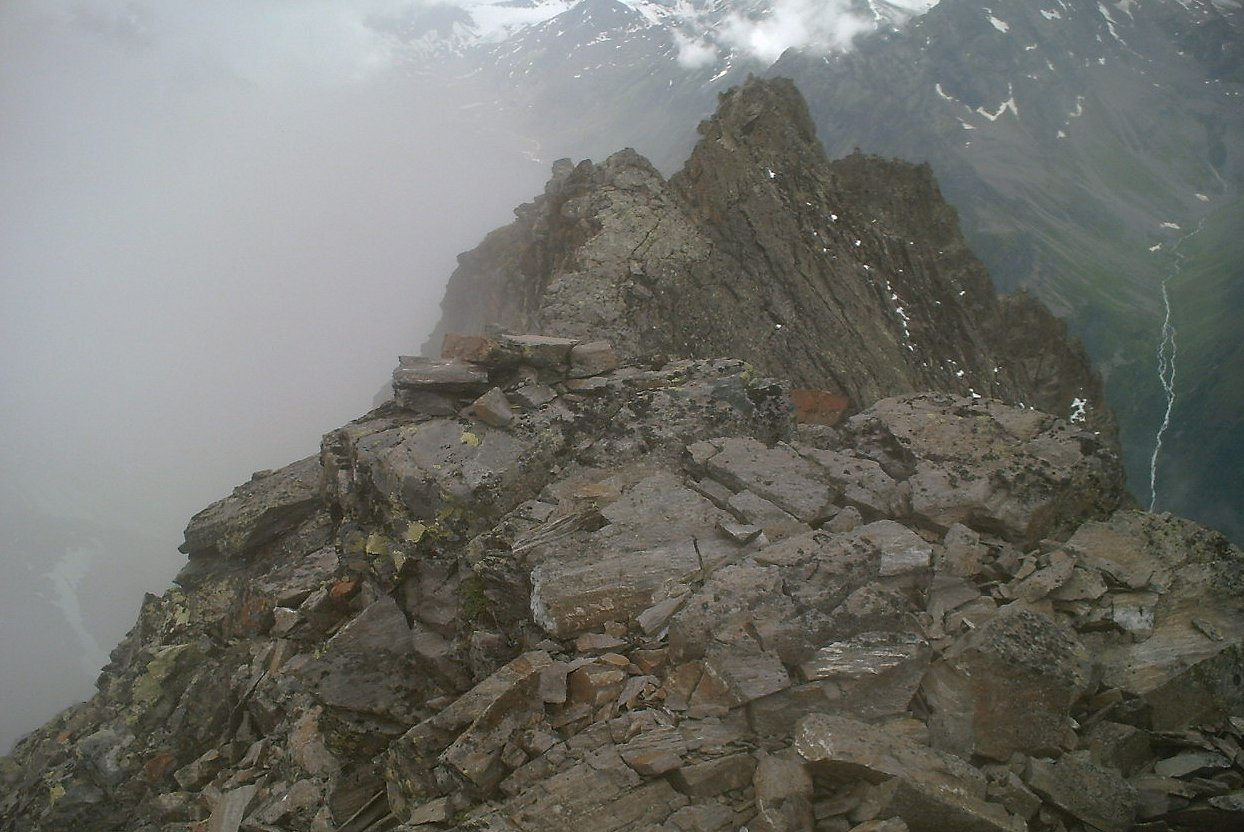
Westgrat vom Gipfel
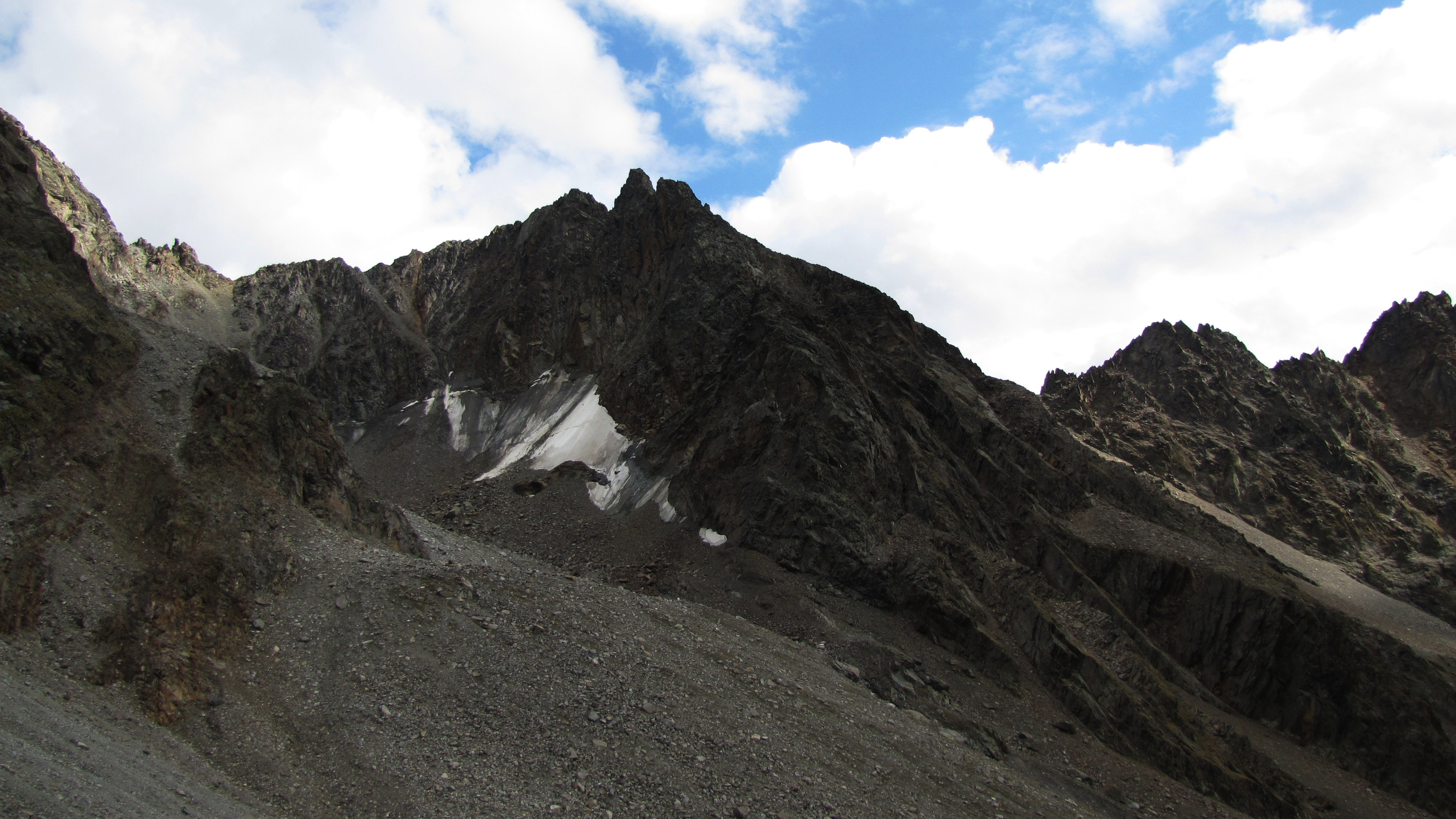
Nordflanke
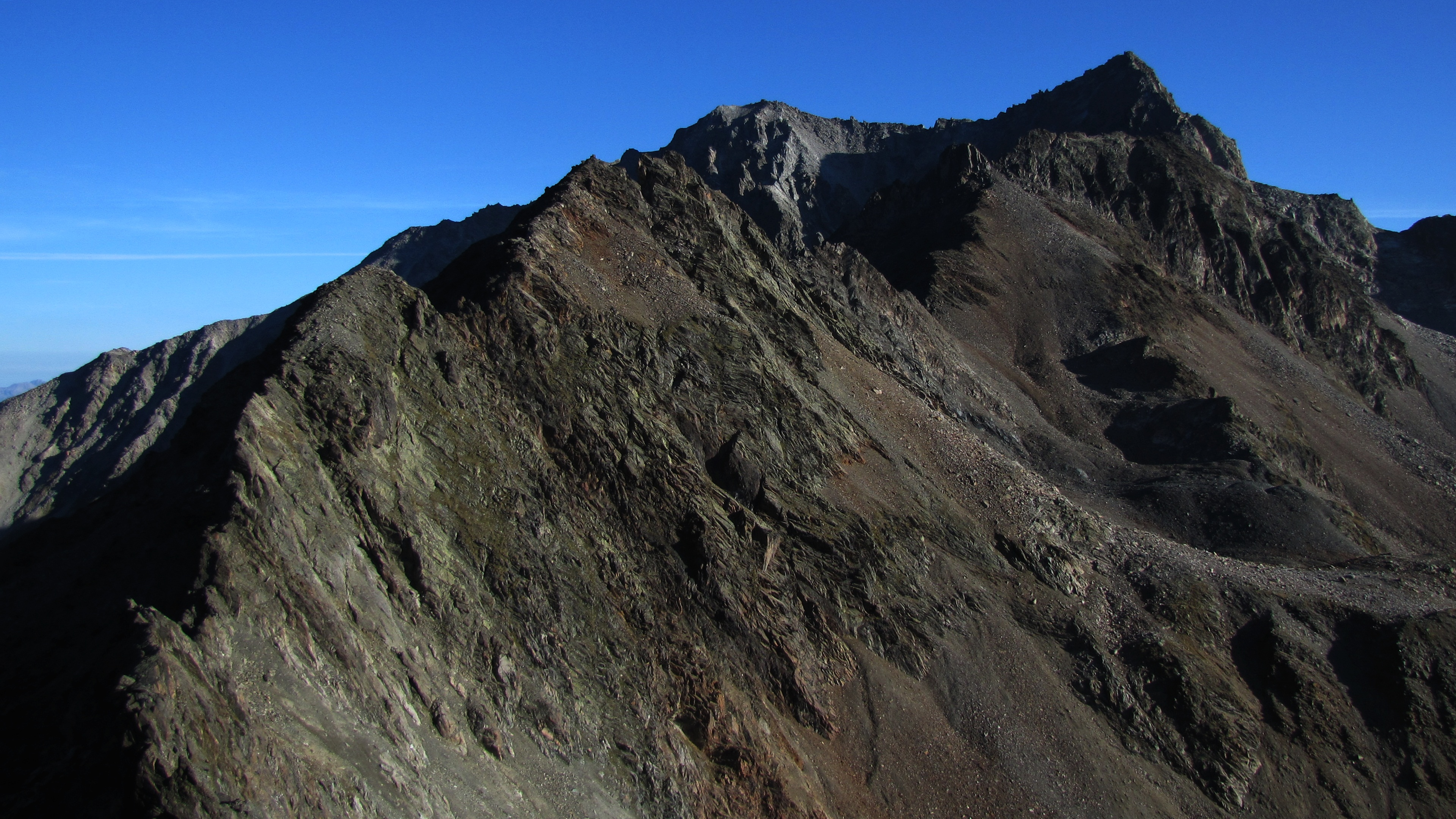
Gratverlauf Weißmaurachjoch – Silberschneid